# Elisa Agnini Lollini
Elisa Agnini Lollini (22 de marzo de 1858 - 22 de junio de 1922) fue una pionera feminista, pacifista, sufragista y política italiana. 

## Biografía
Elisa nació el 22 de marzo de 1858 en Finale Emilia, al norte de Bolonia, hija de Tommaso Agnini y Elisabetta Kostner. En agosto de 1885, se casó con el abogado y político Vittorio Lollini (1860–1924), con quien tuvo cuatro hijos.

## Carrera
En 1896, fue cofundadora de la Associazione per la Donna (Asociación de Mujeres), que no solo apoyó los derechos cívicos y políticos de las mujeres, sino que pidió la retirada de las tropas italianas de África. Como miembro del Comitato Pro Suffragio (Comité para el Sufragio de las Mujeres), en 1910 instó al partido socialista a apoyar los votos femeninos. También luchó por mejorar los derechos de las mujeres, especialmente en las áreas de educación, divorcio, igualdad salarial y condiciones de trabajo.